# ららぽーと台中
ららぽーと台中（ららぽーとたいちゅう）は、台中市東区に所在する三井不動産商業マネジメントが経営するショッピングセンターである。一部店舗は2023年1月17日から順次先行オープンしており、同年5月16日にグランドオープンした。

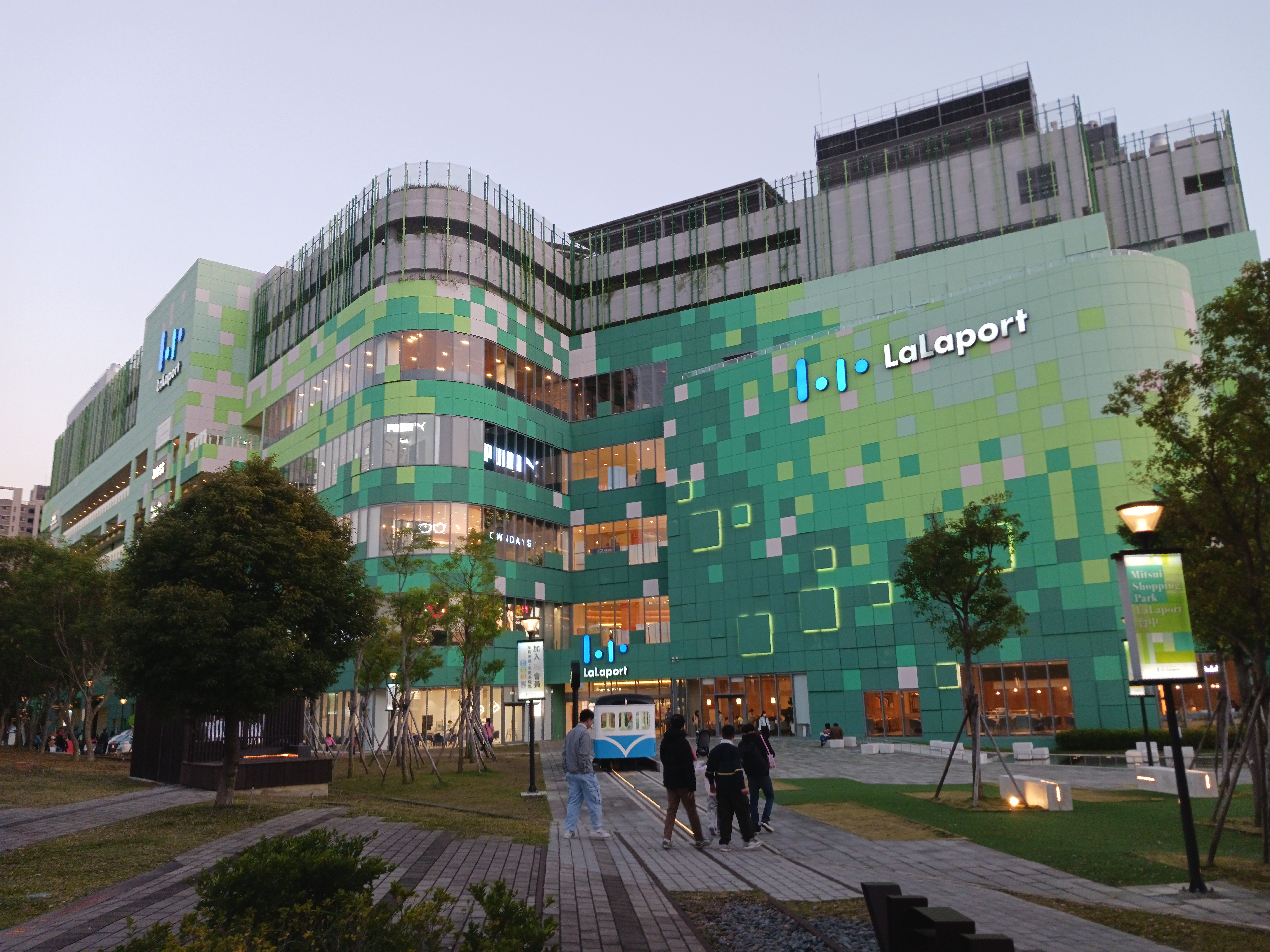
ららぽーと台中北館

## 店舗

### 南館

#### B1階
- LOPIA LaLaport台中店
- マツモトキヨシ
- コメダ
- QB HOUSE
- 玉井之門
- 肉処肉源

#### 1階
- 無印良品
- キャメル珈琲
- 布娜飛
- 繼光香香雞

#### 2階
- UNIQLO
- GU
- ABC MART
- ハンズ

#### 3階
- ニトリ
- 赤ちゃん本舗

### 北館

#### 1階
- Sarabeth's
- JOHAN

#### 3階
- どんぐり共和国
- リトルプラネット
- むさしの森珈琲
- TSUTAYA

#### 4階
- DAISO
  - Standard Products, THREEPPY

#### 5階
- 鶏三和
- 太陽のトマト麺
- 寿司の美登利
- チャチャ王国のおうじちゃま（中国語版）
- Beard Papa's
- 牛角ビュッフェ
- 橫濱牛排
- 涮之華
- 北〇
- 沁園春
- 京都勝牛
- 博多天ぷら やまみ
- バスキン・ロビンス
- 酉十郎W定食
- 丸亀製麺
- 日本橋海鮮丼 つじ半
- Hiro'sらぁ麺Kitchen
- ちゃんぽん亭総本家
- 金子半之助
- 韓国料理bibim'

## 交通
- 台中駅